# ديرك كوستر
ديرك كوستر (بالهولندية: Dirk Coster)‏ (و. 1889 – 1950 م) هو فيزيائي، وأستاذ جامعي من مملكة الأراضي المنخفضة . ولد في أمستردام .
وكان عضواً في الأكاديمية الملكية الهولندية للفنون والعلوم .
توفي في خرونينغن ، عن عمر يناهز 61 عاماً.

## التعليم
تعلم في جامعة ليدن، وجامعة دلفت للتكنولوجيا

## مناصب وهيئات
أدار جامعة خرونينغن.